# Jerseys flag
Jerseys flag bestod traditionelt af et rødt andreaskors på hvid dug. I 1979 bestemte landets parlament at øens historiske våbenskjold skulle tilføjes til flaget; loven trådte i kraft i 1981. Våbnet bærer tre gule løver i rødt felt og er således identisk med Englands våben. Våbnet blev i 1290 givet til fogeden over Jersey. Baggrunden for, at Jersey som flag fører et rødt andreaskors er ukendt. Ligheden med det irske St.Patricks-kors har fået nogle til at antage, at Jerseys flag er baseret på en mistolkning af gamle nederlandske flagkort.

## Statsflag og koffardiflag
Jerseys statsflag er en Blue Ensign med ukronet våbenskjold i flagets frie ende. I modsætning til naboøen Guernsey har Jersey ikke eget koffardiflag. Skibe registreret på Jersey benytter i stedet det britiske handelsflag, Red Ensign.

## Vice-guvernørens flag
Vice-guvernøren er kronens repræsentant på Man og fører sit eget flag efter samme model som guvernører i britiske besiddelser. Det vil sige det britiske unionsflag med koloniens våbenskjold omgivet af en krans i midten. 